# 那社乡
那社乡，是中华人民共和国广西壮族自治区河池市巴马瑶族自治县下辖的一个乡镇级行政单位。

## 行政区划
那社乡下辖以下地区：
东烈村、大洛村、那社村、公爱村、那乙村、那勤村和祥兰村。